# Vedat Albayrak
Vedat Albayrak (2 marzo 1993) è un judoka greco naturalizzato turco.
Nel 2016 ha partecipato per la grecia ai Giochi della XXXI Olimpiade sotto lo pseudonimo di Roman Moustopoulos venendo eliminato al secondo turno dal portoghese Juan Diego Turcios. Precedentemente ha partecipato per la Georgia sotto il nome di Vano Revazishvili.

## Palmarès
- Campionati mondiali di judo

Baku 2018: bronzo negli 81 kg.
- Campionati mondiali juniores

Lubiana 2013: bronzo nei -73kg.
- Campionati europei juniores

Sarajarvo 2013: oro nei -73kg.

### Vittorie nel circuito IJF
| Data            | Località | Paese      | Categoria |
| --------------- | -------- | ---------- | --------- |
| 17 ottobre 2014 | Tashkent | Uzbekistan | Gran Prix |
| 10 marzo 2018   | Agadir   | Marocco    | Gran Prix |
| 7 aprile 2018   | Antalya  | Turchia    | Gran Prix |